# イムレ・トールマン
イムレ・トールマン（Imre Thormann、1966年 - ）は、スイスの舞踏家。アレクサンダー・テクニークの教師（SVLAT認定）。

## 経歴
1966年、ベルンで、ハンガリー人（マジャル人）の血を引くドイツ系スイス人の家庭に生まれた。
大野一雄から舞踏を、野口体操を野口三千三に学ぶ。
野口から学ぶため1990年代前半に来日し、東京に住み、アレクサンダー・テクニークを指導。ちなみにイムレの来日と同じ頃、鎌倉で教えていたアレクサンダー・テクニークの教師レグナ・シュグレネヒトは入れ替わりで日本を去った。
1999年4月に1度帰国した後、再び2002年に来日し、2004年に帰国し、現在はドイツのベルリンに在住し、アレクサンダー・テクニークの教師をやっている。